# Thomas Knauer
Thomas Knauer war ein deutscher Kirchenlieddichter, der im 16. Jahrhundert lebte.

## Leben
Thomas Knauer war lutherischer Prediger zu Amberg und setzte sich gegen das Vorhaben des Kurfürsten Friedrich III. ein, die Reformierte Kirche in der Oberpfalz einzuführen. Im November 1566 nahm Knauer an einer vom Kurfürsten angekündigten Disputation mit dem Reformator Caspar Olevian teil. Des Kurfürsten Gegner wurden durch das Streitgespräch nicht überzeugt, dieser gab aber trotzdem nicht auf und ging weiter gegen die Lutherischen vor. Schließlich wurde Knauer 1573 seines Amtes enthoben, erhielt aber weiterhin sein Gehalt.
Knauer dichtete einzeln gedruckte geistliche Lieder, der deutsche Kirchenliedforscher Philipp Wackernagel hat zwei dieser Lieder, aus 1562 beziehungsweise 1568, überliefert.